# Schäferei

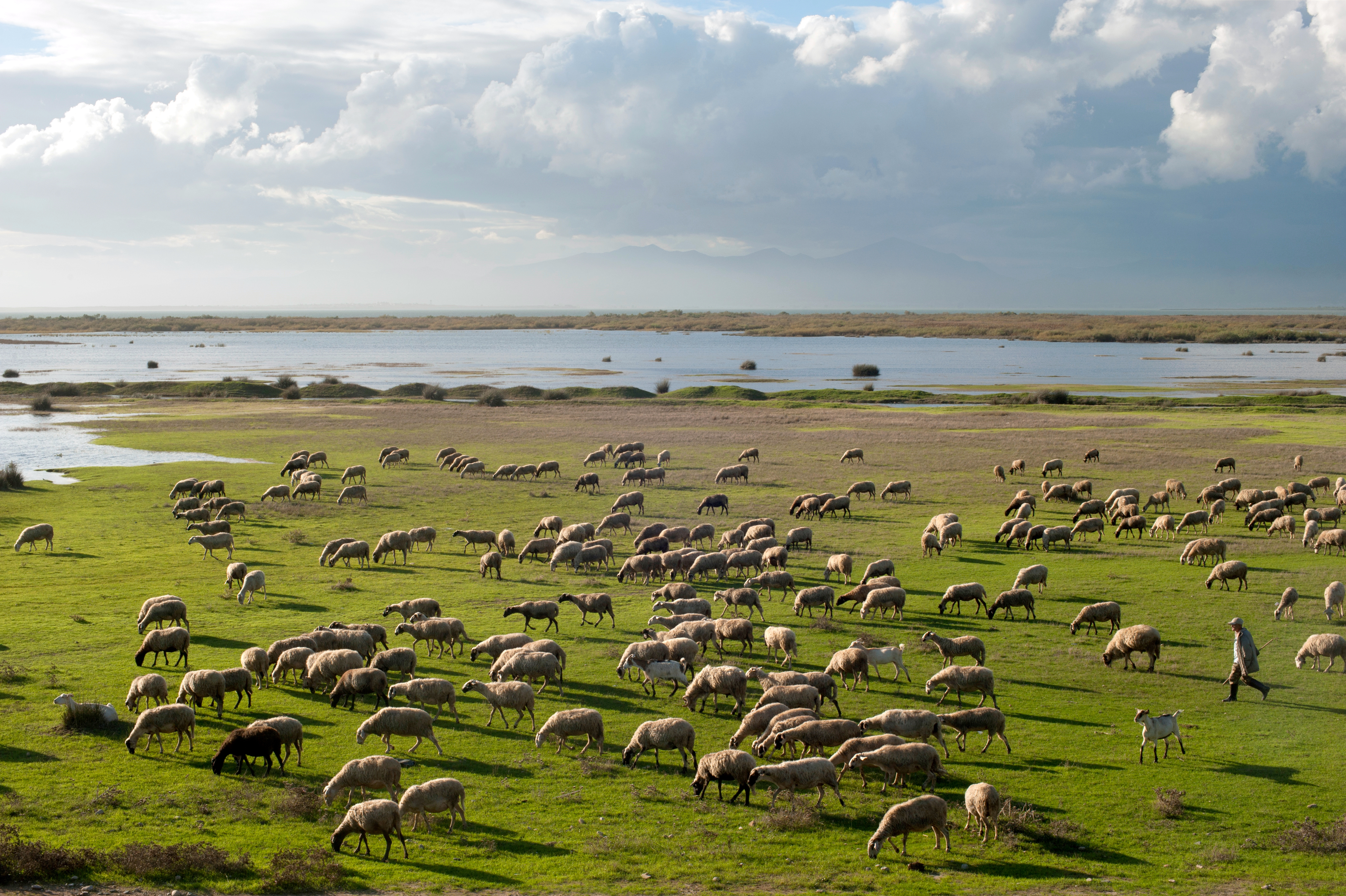
Schäfer mit Herde in Griechenland

Die gewerbliche Schäferei umfasst die Behütung, Zucht und Verwertung (Milch, Fleisch, Wolle, Leder) von Schafen. Der Ausbildungsberuf des Schäfers (veraltet: Schafhirt) hat die amtliche Bezeichnung Tierwirt, Fachrichtung Schäferei. Vor der Ausbildung leistet man nur in Bayern ein Jahr lang ein Berufsgrundschuljahr (BGJ) ab. Die Ausbildung umfasst drei Jahre mit einer Abschlussprüfung. Es besteht anschließend die Möglichkeit zur Ablegung der Meisterprüfung.

## Beruf

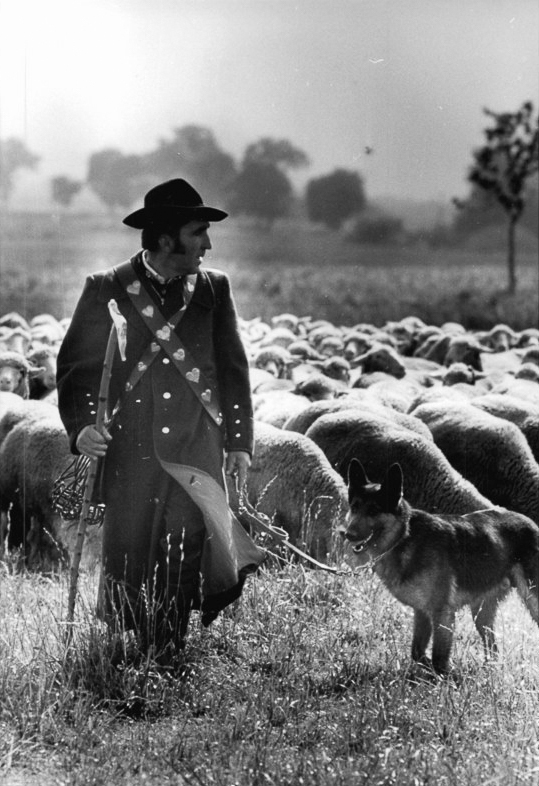
Schäfer mit Hund und Herde (1986)

Schäfer auf dem Wappen von Jonsdorf

Schafe werden zumeist in Herden gehalten, die ein Hirte mit der Hilfe von Schäfer- oder Hütehunden behütet. Typisch ist dabei, dass der Schäfer seine Herde ‚nomadisierend‘ durch offenes, allgemein zugängliches Land führt (Wanderschäfer), während anderes Vieh in der Regel im Stall steht oder auf der Weide, die dem Bauern gehört. Hierbei unterscheidet man zwischen Hüte- und Koppelschafhaltung.
Der Beruf des Schäfers beschränkt sich nicht nur darauf, Produzent von Schaffleisch und Schafswolle zu sein. Die Preise für Schaffleisch und Wolle sind in den letzten Jahren erheblich gefallen. Ein Schäfer ist auch Landschaftspfleger, denn die Landschaften, die nicht durch Schafe beweidet werden, würden sonst innerhalb kurzer Zeit mit Bäumen und Sträuchern zuwachsen. Für die Tätigkeit als Landschaftspfleger stellt die Europäische Union Mittel zur Verfügung.
Die Aufgabe des Schäfers ist insbesondere, Futterplätze zu finden, die Herde zusammenzuhalten und vor Gefahren zu schützen. Früher übernachteten manche Schäfer in kleinen hölzernen Schäferkarren direkt bei ihrer Herde. Ein traditionelles Werkzeug ist die Schäferschippe.

### Aufgaben

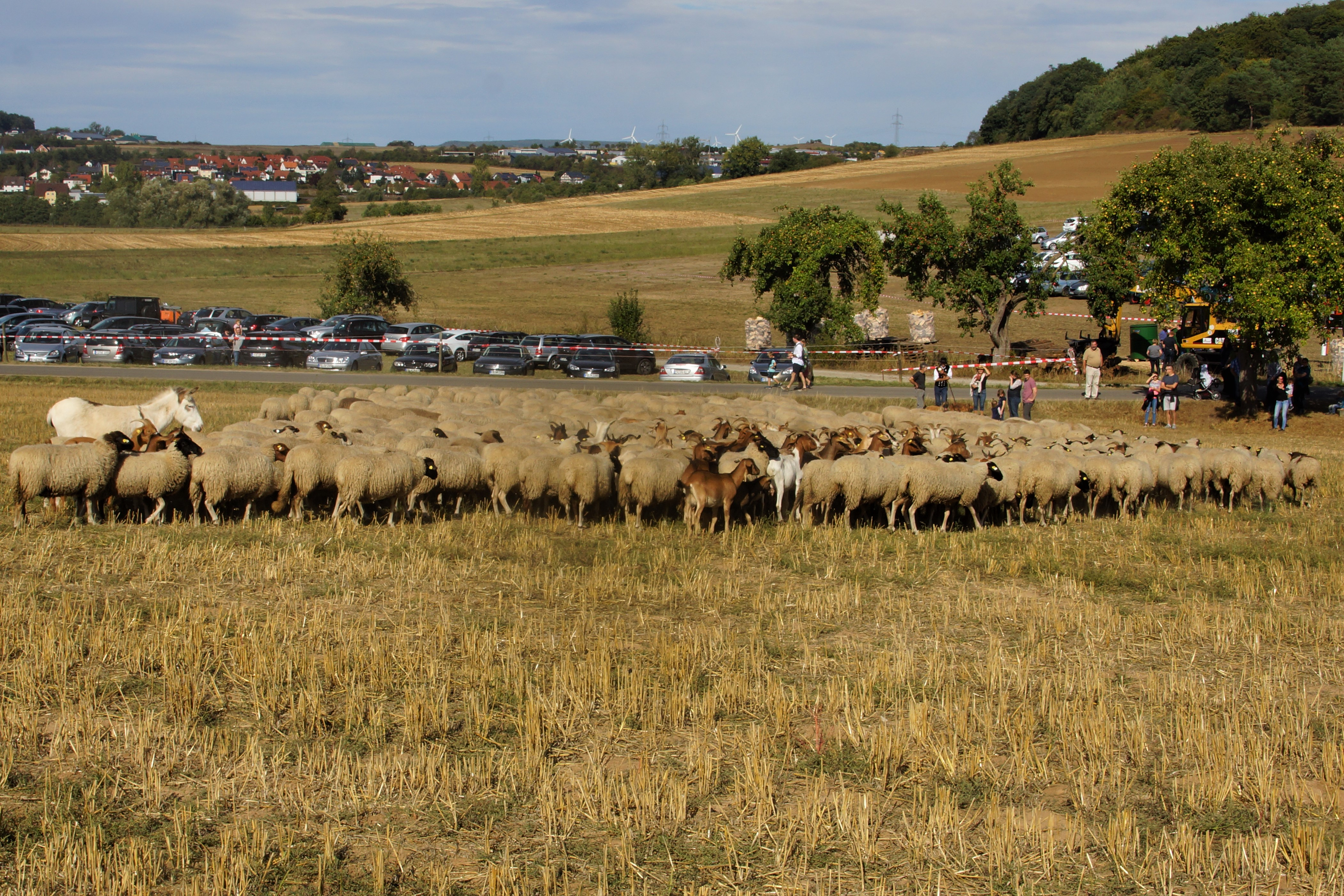
Schafherde auf einem Stoppelfeld in der Rhön

Zu den Aufgaben eines Schafhirten gehört
- Ablammung und Aufzucht der Tiere, einschließlich Kenntnisse der Anatomie, Physiologie, Züchtung, Rassenkunde und der Reproduktion von Schafen;
- Wissen über Weidewirtschaft und Futtergewinnung;
- Beherrschung der Schafhaltung allgemein, wozu auch Stallbau, Pferchtechnik, Hygienemaßnahmen sowie Kenntnisse von Tierkrankheiten zählen;
- Hütetechnik mit dem Herdenhund und dessen Ausbildung sowie Wolfsabwehr;
- die Produktion von Wolle, Fleisch und Milch sowie die Vermarktung dieser Produkte. Deswegen sollte er auch das tierschutzgerechte Schlachten seiner Schafe beherrschen.

## Geschichte

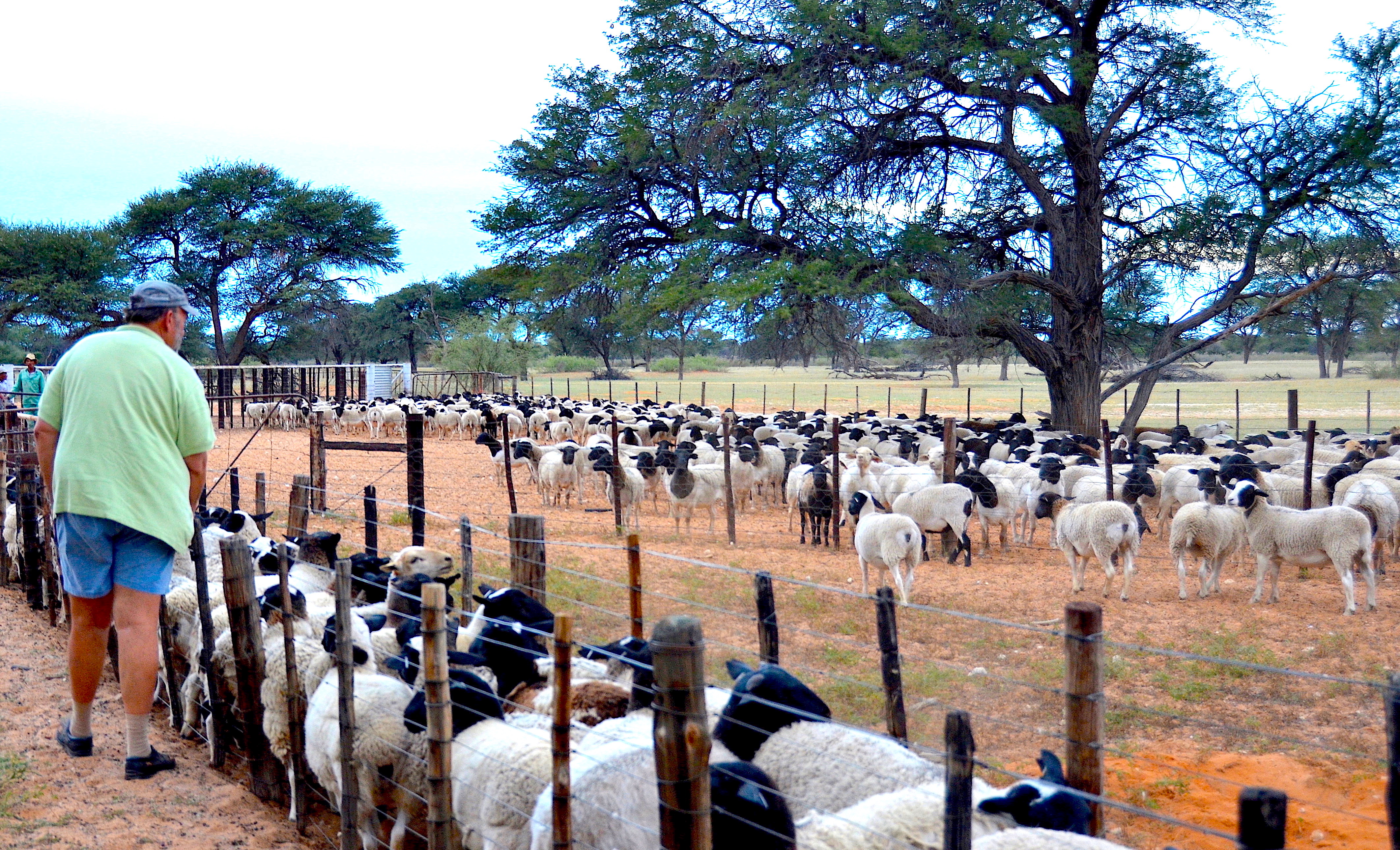
Schafzucht auf einer Farm in Namibia (2017)

Die Schäferei gehört zu den ältesten Gewerben der Welt. Die Domestizierung des Schafes begann vor 10.000 Jahren in Kleinasien und hat sich von dort über ganz Asien und Europa verbreitet. Zu früherer Zeit galt die Schäferei als unehrlicher Beruf. Sie spielt heute in der Landwirtschaft Europas eine eher untergeordnete Rolle, während sie vor allem in Asien und Afrika bis heute als Subsistenzwirtschaft praktiziert wird.

### Jüngere Geschichte am Beispiel der Rhön
Aus dem Hochstift Fulda sind aus alten Akten besonders ab dem 18. Jahrhundert verschiedene Formen der Schäferei überliefert:
- Als Erbschäferei wurden Schäfereien bezeichnet, in denen meist größerer Landbesitz besiegelt durch eine Verleihungsurkunde in den Besitz des Schäfers überging. Meist wurden damit Gutshöfe bedacht und es war die seltenere Variante.
- Als Laßschäferei wurde eine frühe Form von Genossenschaften benannt. Die Genossen hatten keinerlei Besitzanspruch an den Flächen und mussten jährlich neu deren Nutzung beantragen. Die Herrschaft legte dabei die abzugebenden Lämmer fest und bestimmte auf welchen Hutungen die Genossen eine festgelegte Anzahl an Schafen halten durften.
- Eine weitere Form war die Gemeinheit. Darunter verstand man Flächen im Gemeindeeigentum zur gemeinsamen Koppel- oder Hütehaltung. Das Nutzungsrecht stand dabei oft mehreren Gemeinden gemeinsam zu und lässt sich auf die gemeine Mark zurückführen. Diese Gemeinheiten (Allmenden) wurden in der Rhön erst in den 1870. Jahren aufgelöst.[5]

Zu Beginn des 20. Jahrhunderts wurden Schafe dann hauptsächlich in Gemeinde-, Genossenschafts- und in manchen Gebieten Wanderschäfereien gehalten. In Hessen-Nassau gab es 1913 56 Gemeindeschäfereien und 256 Genossenschaftsherden.

### Schafhaltung in der DDR
In der DDR wurden Schafe vor allem zur Wollproduktion gehalten. Auf diese Weise konnten Devisen für den Import von Schafwolle aus Australien oder Neuseeland gespart werden. Das führte zum Aufbau von 6000 Schafherden mit 2,65 Mio. Tieren (gesamte Bundesrepublik 2018: 1,6 Millionen Tiere). Das Lammfleisch wurde zu 90 % in die Bundesrepublik und in den arabischen Raum exportiert. Jede LPG wurde verpflichtet, eine Schafherde zu halten. In der DDR waren ca. 6000 Schäfer tätig, der Berufsnachwuchs wurde an einer speziellen Schäferschule ausgebildet. Nach der Wende entfiel die Notwendigkeit der Devisenbeschaffung und der Schafbestand sank deutlich.

### Schäfer und Musik

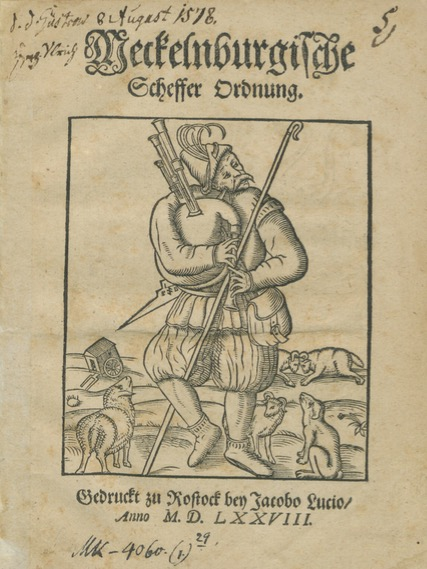
Titelblatt der mecklenburgischen Scheffer-Ordnung von 1578

„Ein Schäfer muß auch auf einem Blas-Instrumente spielen können, nicht des alten Wahns wegen, daß die Schafe mehr durch die Musique, als durch das Weiden und durch das Futter sollen fett werden, sondern deswegen, weil die Schafe (wie die Erfahrung bestätiget) vor andern Thieren, insbesonderheit die Musique lieben: sie gedeyen davon ungemein, und werden dadurch sehr munter. Ausserdem ist es dem Schäfer sehr bequem, mit der Flöte seine Heerde commandieren zu können: wie auch die ausländischen Schäfer thun, die mit gewissen Stückchen auf ihrer Sackpfeifen sie zusammen halten, selbige an sich rufen, und wieder wegtreiben.“

### Sonstiges
Seit 2020 ist die Süddeutsche Wander- und Hüteschäferei Teil des Bundesweiten Verzeichnisses des immateriellen Kulturerbes der Deutschen UNESCO-Kommission.

## Statistik
Im Jahr 2017 zählte der Bundesverband Berufsschäfer in Deutschland 989 hauptamtliche Schäfer sowie 1,1 Millionen Mutterschafe, 0,6 Millionen weniger als im Jahr 2001. Laut Schafsreport Baden-Württemberg lag der Durchschnittslohn bei 6,15 Euro pro Stunde.

## Weitere Bedeutungen
Die besondere Stellung des Schäferberufes hat in der christlichen Symbolik (der gute Hirte, das verlorene Schaf) und in der Schäferdichtung Niederschlag gefunden.
Viele Künstler haben diese Symbolik in ihrem Werk zitiert, beispielsweise Johann Georg Mohr mit Darstellungen von Schäfern im Taunus.

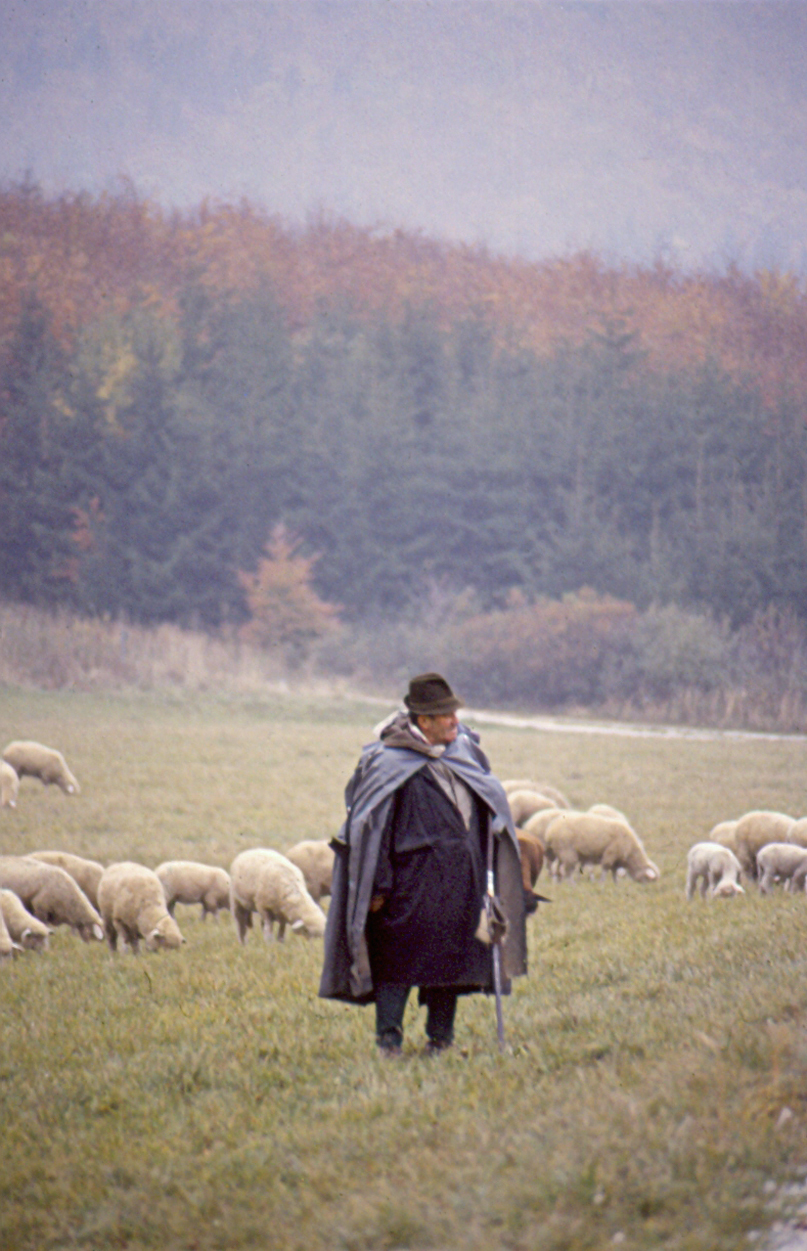
Schäfer auf der Schwäbischen Alb
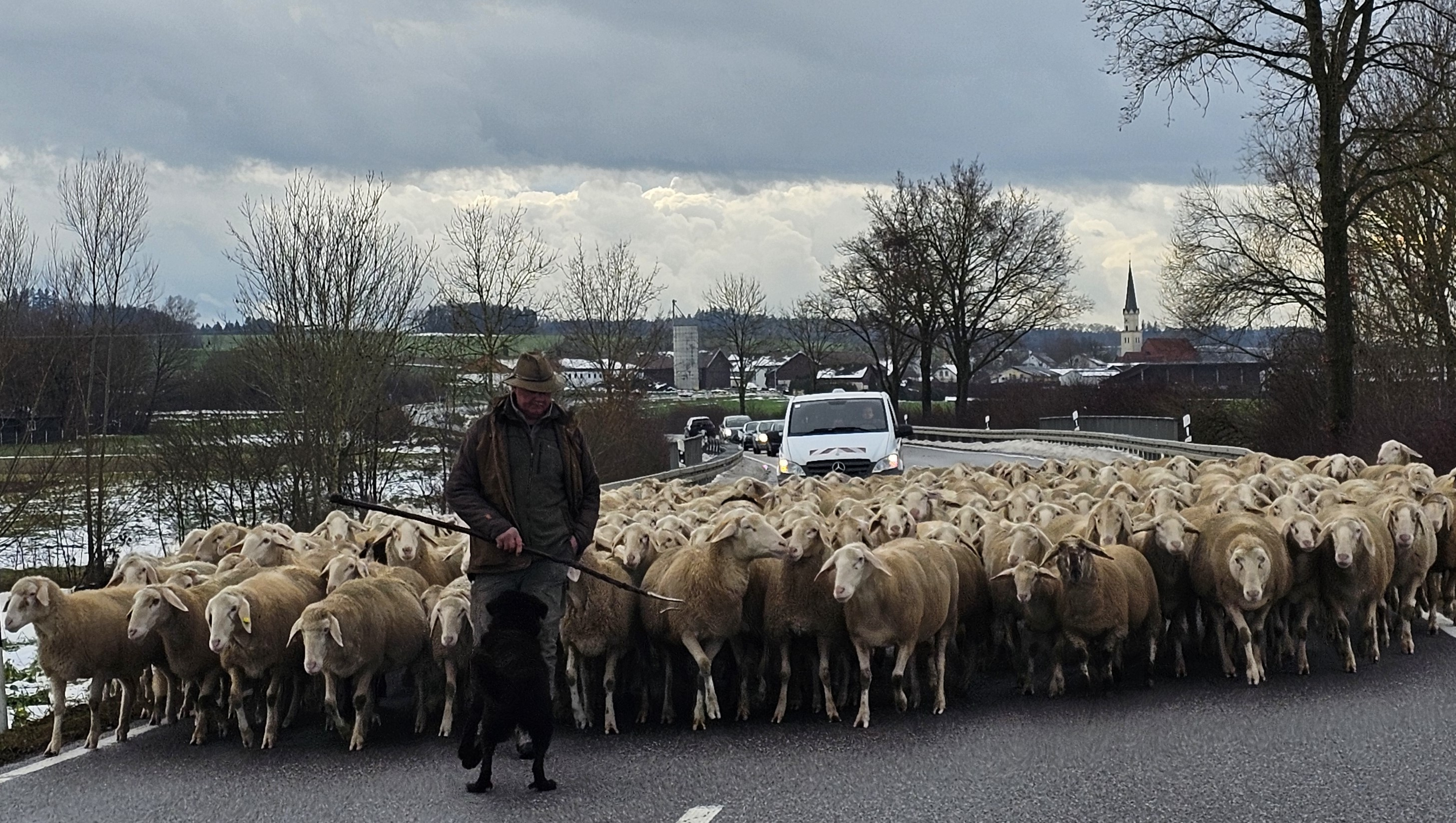
Schafherde mit Schäfer und Schäferhund bei Hüttenkofen, Niederbayern
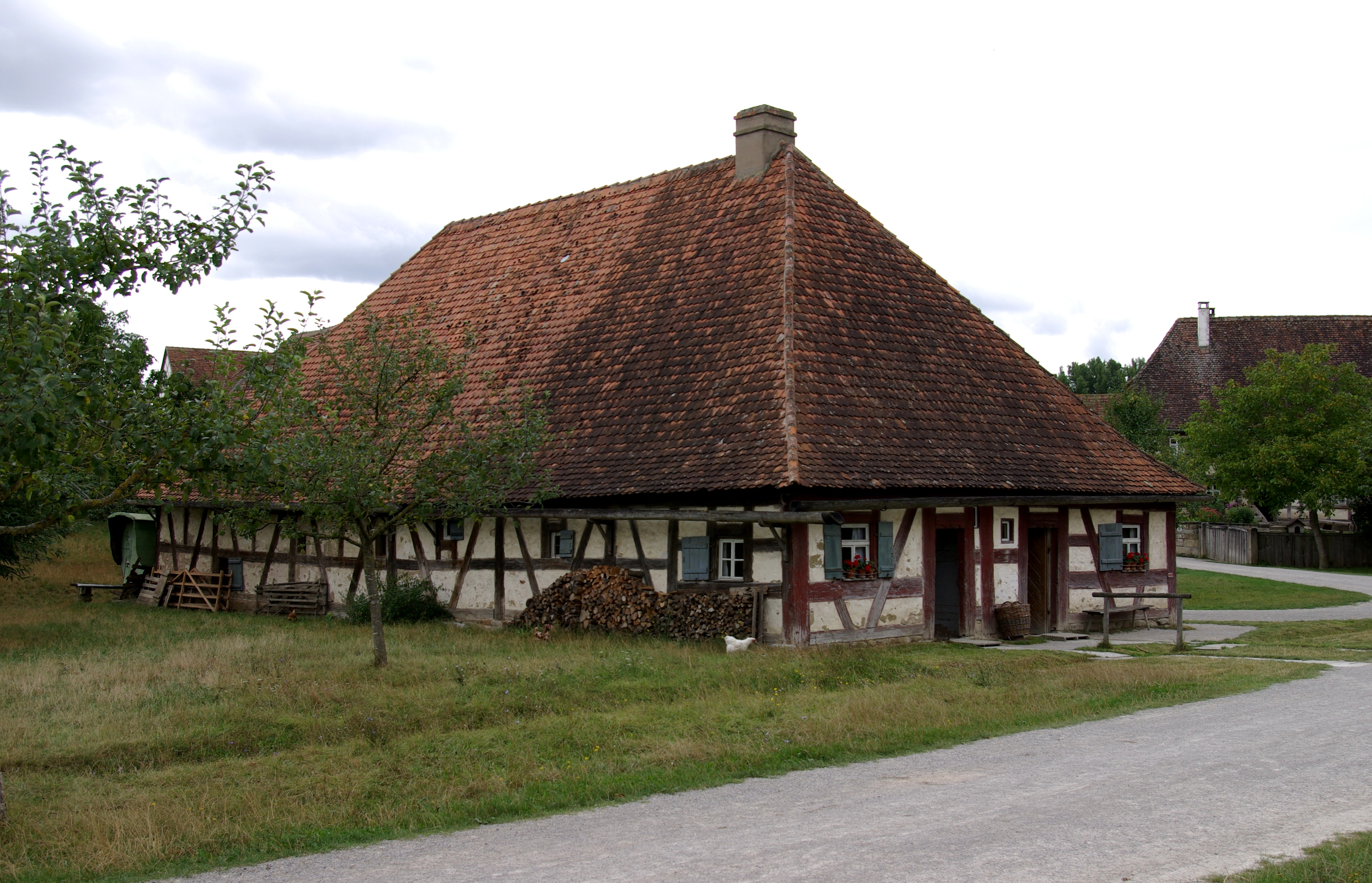
Schäfereigebäude von 1744 aus Hambühl im Fränkischen Freilandmuseum Bad Windsheim
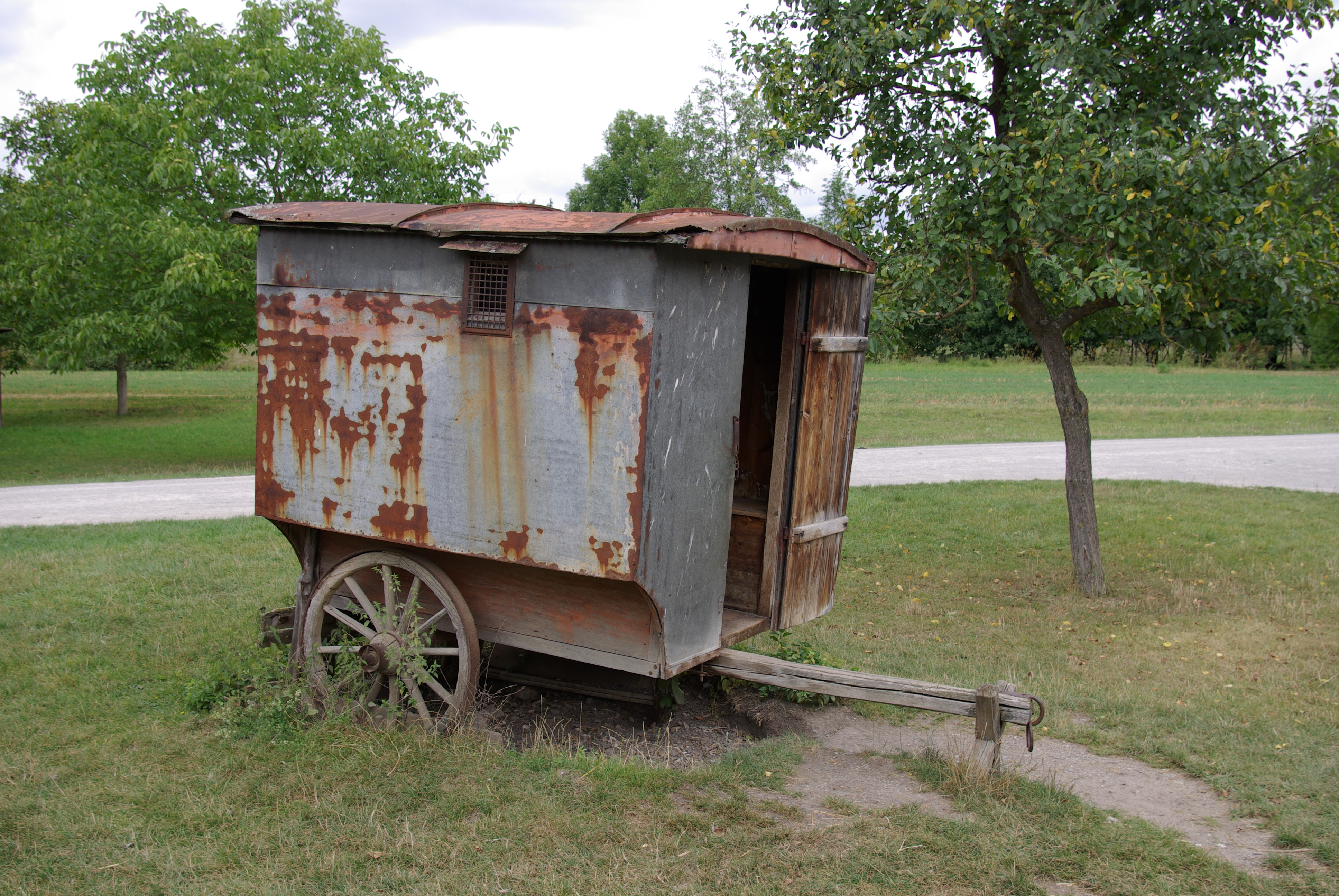
Schäferkarren
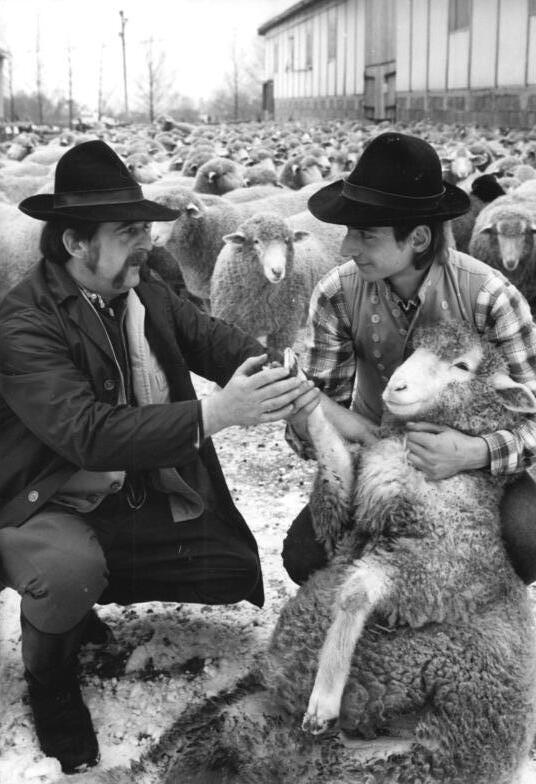
Ausbildung zum Schäfer (1985)
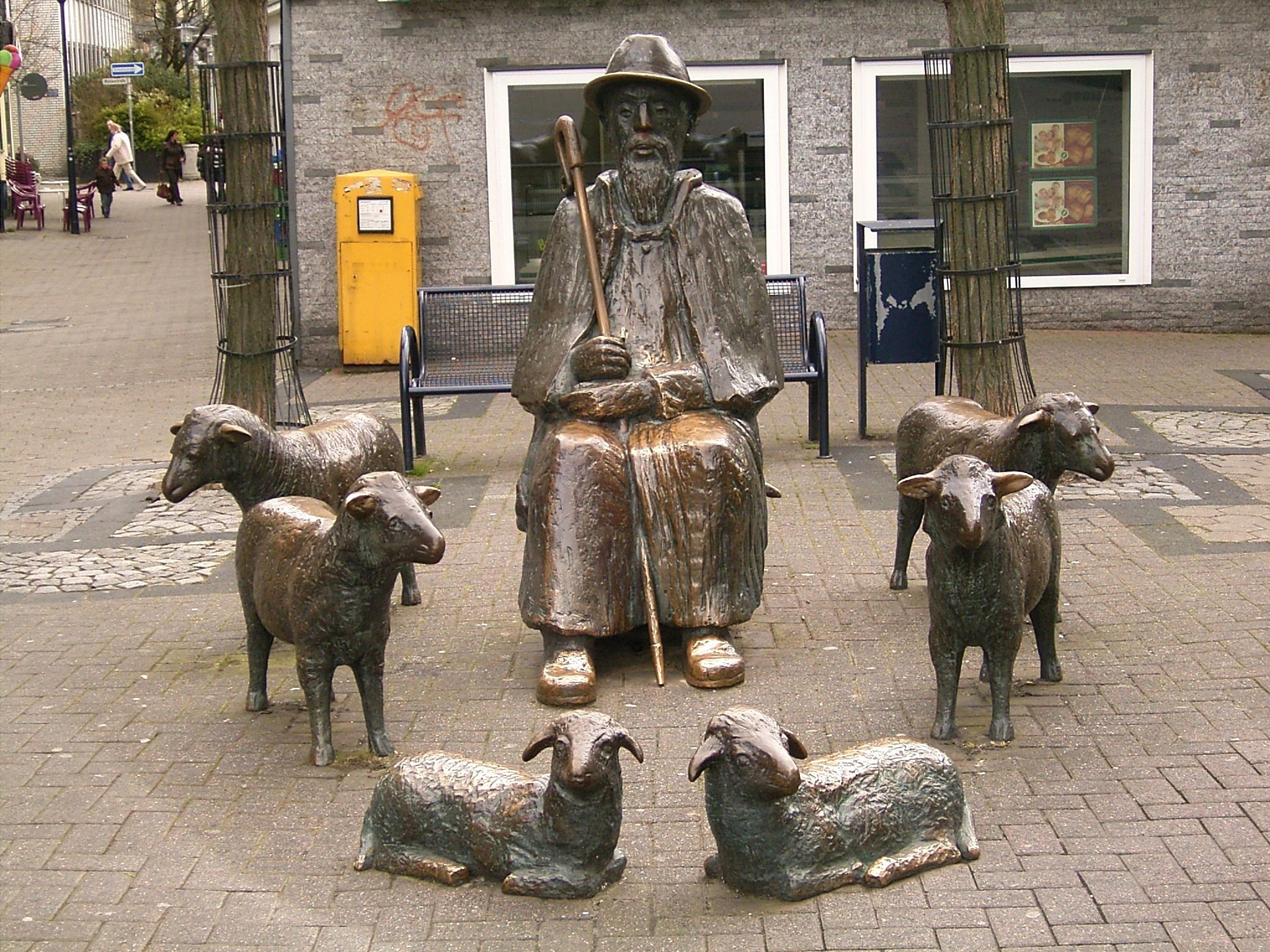
Schäfergruppe (Bronze) in Mettmann